# Пиццоли
Пиццоли (итал. Pizzoli) — коммуна в Италии, расположена в регионе Абруццо, подчиняется административному центру Л’Акуила.
Население составляет 3335 человек (на 2005 г.), плотность населения составляет 59,39 чел./км². Занимает площадь 56,15 км². Почтовый индекс — 67017. Телефонный код — 0862.
Покровителем коммуны почитается святой первомученик Стефан. Праздник ежегодно празднуется 10 августа.